# 芝原拓自
芝原 拓自（しばはら たくじ、1935年1月10日 - 2024年1月11日）は、日本の歴史学者、大阪大学名誉教授。

## 来歴・人物
大分県宇佐市出身。1958年京都大学文学部国史学科卒。1963年同大学院博士課程満期退学、1968年「明治維新の権力基盤」で京大文学博士。日本福祉大学講師、1969年名古屋市立大学助教授、1973年教授、1989年大阪大学文学部教授。1999年定年退官、名誉教授、岐阜聖徳学園大学教授。
1982年「日本近代化の世界史的位置」で日経・経済図書文化賞受賞。世界史の視点で明治維新、日本の近代化を研究した。
2024年1月11日、老衰のため死去。89歳没。

## 著書
- 『明治維新の権力基盤』御茶の水書房 1965
- 『所有と生産様式の歴史理論』青木書店 1972
- 『日本の歴史 23 開国』小学館 1975
- 『世界史のなかの明治維新』岩波新書 1977
- 『日本近代化の世界史的位置 その方法論的研究』岩波書店 1981
- 『日本近代史の方法』校倉書房 1986

### 校注・編纂
- 『日本近代思想大系 12 対外観』池田正博、猪飼隆明共校注 岩波書店 1988
- 小原孝太郎『日中戦争従軍日記 一輜重兵の戦場体験』江口圭一共編 法律文化社 愛知大学国研叢書 1989

## 論文
- 芝原拓自